# Лопата Анатолій Васильович
Анатолій Васильович Лопата (23 березня 1940, село Рожів Макарівського району Київської області) — український військовий діяч, начальник Головного (з 1994 — Генерального) штабу Збройних Сил України — перший заступник Міністра оборони України (1993—1996). Генерал-полковник (1992).

## Біографія
Народився 23 березня 1940 року у селі Рожів Макарівського району Київської області.
Закінчив Бакинське загальновійськове училище (1964), Військову академію ім. М. В. Фрунзе (1971), Військову академію Генерального штабу ЗС СРСР (1984).
З 08.1958 — столяр-паркетник СБУ-5 Головкиївміськбуду.
З 10.1959 — курсант 8-ї школи артилерійських майстрів.
З 11.1960 — старший гарматно-мінометній майстер, курсант Бакинського загальновійськового училища.
З 10.1964 — командир мотострілецького взводу, командир роти 20-а Гвардійської мотострілецької дивізії 8-ї гвардійської армії Групи радянських військ у Німеччині.
З 08.1968 — слухач Військової академії ім. М. В. Фрунзе.
З 02.1971 — командир батальйону, З 04.1972 — начальник штабу мотострілецького полку, З 03.1973 — командир полку.
З 11.1977 — заступник командира 92-ї гвардійської дивізії Одеського військового округу.
З 07.1980 — командир окремої мотострілецької бригади, Республіка Куба.
З 08.1982 — слухач Військової академії Генштабу ЗС СРСР.
З 08.1984 — командир 29-ї дивізії 5-ї армії, З 12.1986 — командир 25-го армійського корпусу Далекосхідного ВО.
З 06.1990 — перший заступник командувача Північної групи військ.
З 06.1992 — заступник Міністра оборони України.
31 грудня 1992 присвоєно військове звання генерал-полковника.
24 березня 1993 — 10 лютого 1996 — начальник Головного (з 1994 — Генерального) штабу Збройних Сил України — перший заступник Міністра оборони України.
21 червня 1996 року указом Президента України Л. Д. Кучми звільнений з військової служби у відставку за станом здоров'я.
З 04.1999 — президент Авіаційного страхового бюро України.
З 10.1999 — 12.1999 — голова Української партії «Єдність».
З 02.2002 — 2003 — віце-президент — директор департаменту банківської безпеки і правового забезпечення АКБ «Надра».
З 13.09.2003 — радник Міністра оборони України.
З 10.12.2005 — голова Громадської колегії при Міністрові оборони України.

## Нагороди
- Грамота Президії ВР УРСР
- орден Червоної Зірки
- орден «За службу Батьківщині у Збройних Силах СРСР» ІІ і ІІІ ступенів
- медаль «За відзнаку в охороні державного кордону СРСР»
- Має нагороди Куби та Польщі
- Лауреат Всеукраїнської літературно-мистецької премії «Київська книга року» у номінації "Військово-політична, документальна література" (2024)[5]